# Jesse Ventura
Pour les articles homonymes, voir Ventura.
 (novembre 2022).
Si vous disposez d'ouvrages ou d'articles de référence ou si vous connaissez des sites web de qualité traitant du thème abordé ici, merci de compléter l'article en donnant les références utiles à sa vérifiabilité et en les liant à la section « Notes et références ».
Jesse Ventura, né James George Janos le 15 juillet 1951 à Minneapolis, est un acteur, catcheur, commentateur sportif, homme politique, auteur et animateur de télévision et de radio américain. Il a été le 38e gouverneur de l'État du Minnesota de 1999 à 2003.

## Biographie

### Catch et cinéma
Ancien membre des Underwater Demolition Teams, unités d'élite de l'US Navy dévolues à la démolition d'obstacles sous-marins et de préparation de débarquement de 1969 à 1975, il devient brièvement garde du corps pour les Rolling Stones avant de se lancer dans une carrière dans le catch à partir de 1975 sous le pseudonyme de Jesse "The Body" Ventura. En 1979, il forme l'équipe "East-West Connection" avec Adrian Adonis. Ils remportent le championnat par équipe AWA en 1980.

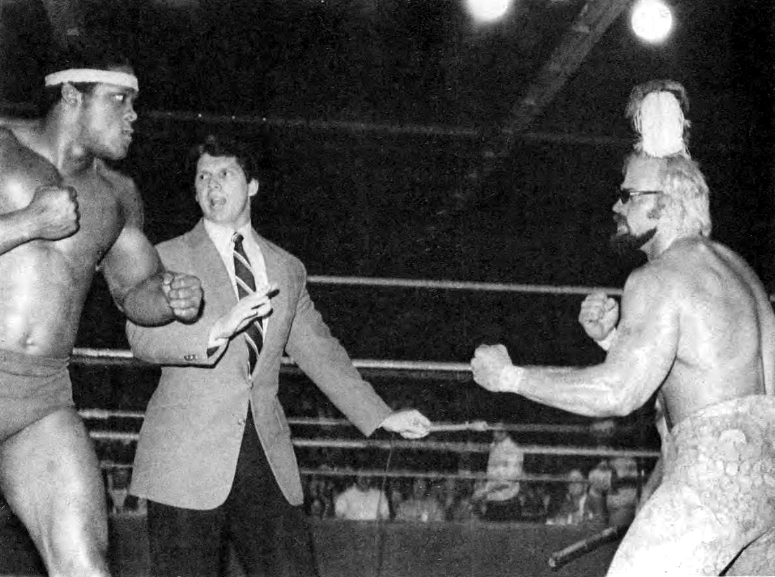
Tony Atlas, Vince McMahon et Jesse "The Body" Ventura lors d'un combat en 1982.

Il rejoint la WWE en 1981 mais sa carrière s'interrompt en 1984 lorsqu'on lui diagnostique des caillots sanguins dans les poumons. Il pense que cela est dû à une exposition à l'agent Orange pendant la guerre du Viêt Nam.
Il devient alors commentateur. Il commente les six premiers WrestleMania. Il a également sa propre séquence pendant laquelle il interviewe des catcheurs, appelée The Body Shop. En tant que commentateur, il garde son personnage initial de heel, ce qui est rare pour un commentateur de catch à cette époque. Il accède à une certaine notoriété et en 1986, il décroche le rôle de Blain Cooper dans le film Predator. Sur le tournage, il se lie d'amitié avec Arnold Schwarzenegger qui deviendra, comme lui des années plus tard, gouverneur. Il joue dans plusieurs autres films au début des années 1990, dont Running Man.
En 1990, il signe pour une publicité pour Sega mais, la WWE étant en partenariat avec Nintendo, il est licencié.
En 1991, il poursuit la WWE en justice car il estime illégal de ne pas recevoir de royalties au même titre que les catcheurs lorsque sa voix est utilisée dans les commentaires sur des cassettes vidéos commercialisées par la WWE. Il gagne et reçoit une indemnisation de 801 333 $ plus 8 625 $ d'arriérés de royalties. La WWE retirera ses commentaires sur toutes les futures compilations en cassettes vidéo et DVD afin d'éviter d'avoir à lui payer quoi que ce soit de plus.
Il commente brièvement des matches de football américain pour la NFL puis, en 1992, redevient commentateur de catch pour la WCW. Il est licencié en 1994 pour s'être endormi pendant ses heures de travail.
En 1999, il se réconcilie avec la WWE et fait une apparition à SummerSlam qui se tient dans l'État du Minnesota alors qu'il en est gouverneur. Il est commentateur pour la XFL, la ligue de football américain de la WWE en 2001. Il est intronisé au Hall of Fame de la WWE en 2004 et fait plusieurs apparitions pour la compagnie jusqu'en 2009.

### Politique
Il commence sa carrière politique lorsqu'il est élu maire de Brooklyn Park dans le Minnesota de 1991 à 1995. Entre 1995 et 1998, il anime une émission de radio quotidienne à Minneapolis.
Il est ensuite le candidat du Parti de la réforme pour les élections du gouverneur de 1998. Menant une campagne à petit budget avec des publicités inhabituelles appelant les citoyens à « ne pas voter pour la politique comme d'habitude » (« Don't vote for politics as usual »), il est élu contre toute attente, gagnant de peu face aux candidats démocrate et républicain, avec 37% des voix. Il est un des premiers à utiliser Internet pour diffuser ses idées pendant la campagne. Pendant son discours d'investiture, il s'exclame : « Nous avons choqué le monde ! » (« We shocked the world! »), qui marque les esprits. Il quitte le parti de la Réforme un an après son élection à la suite de guerres intestines pour le contrôle du parti.
Il est gouverneur de l'État du Minnesota du 8 janvier 1999 au 6 janvier 2003, et ne sollicite pas de second mandat.
Il se définit lui-même comme « conservateur au niveau fiscal et libéral au niveau sociétal ». En tant que gouverneur, Ventura supervise les réformes de la taxe foncière du Minnesota et la réduction de la taxe d'État sur la vente. Parmi les autres initiatives sous son mandat, la construction du Métro léger de Minneapolis de la zone urbaine Minneapolis–Saint Paul et des coupes dans les impôts sur le revenu. D'un point de vue sociétal, il soutient le mariage homosexuel. Il s'oppose publiquement à l'embargo américain à Cuba, affirmant qu'il pénalise plus le peuple cubain que ses dirigeants. Il se montre très critique contre le bipartisme américain et ne se reconnaît ni comme républicain, ni comme démocrate. L'analyste politique John Avlon le définit comme « centriste radical ».
Son mandat est mis en difficulté car il ne dispose pas du soutien d'un des deux grands partis politiques et il se retrouve à apposer son veto sur un grand nombre de projets de loi.
En 1999, une pétition publique souhaite sa destitution pour avoir utilisé des fonds publics pour assurer sa sécurité lors d'une tournée promotionnelle pour promouvoir un de ses livres. La Cour suprême du Minnesota conclut finalement à l'absence d'illégalité.

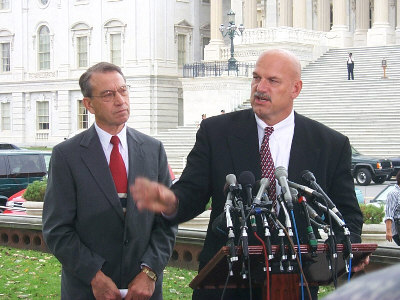
Chuck Grassley et le Gouverneur Ventura lors d'une conférence de presse.

Il est également critiqué pour son manque de maîtrise du budget de l’État. Lorsqu'il prend ses fonctions, il hérite d'un surplus budgétaire de 3 milliards de dollars, quatre ans plus tard, lorsqu'il part, l’État est en déficit de 4,2 milliards de dollars. Il entretient également des relations très tendues avec la presse, lui reprochant son acharnement contre lui.
Il décide de ne pas se représenter pour un nouveau mandat en 2003 car il ne se sent plus autant investi. Il explique également être scruté jusque dans sa vie privée par les médias et ne veut plus que sa famille subisse sa carrière politique. À ce sujet, il déclare qu'il aurait pu se représenter s'il était célibataire. Dans les années qui suivent, il continue à s'intéresser à la politique et dit réfléchir à se présenter à la présidence des États-Unis, comme représentant du Parti libertarien dans un premier temps, puis affilié au Parti Vert par la suite.
Il devient professeur invité à la John F. Kennedy School of Government de l'université d'Harvard en 2004.
Il se montre très critique envers George W. Bush et le considère comme le pire Président qu'il ait connu. Il affirme également avoir honte que son pays ait pratiqué la torture en Irak.

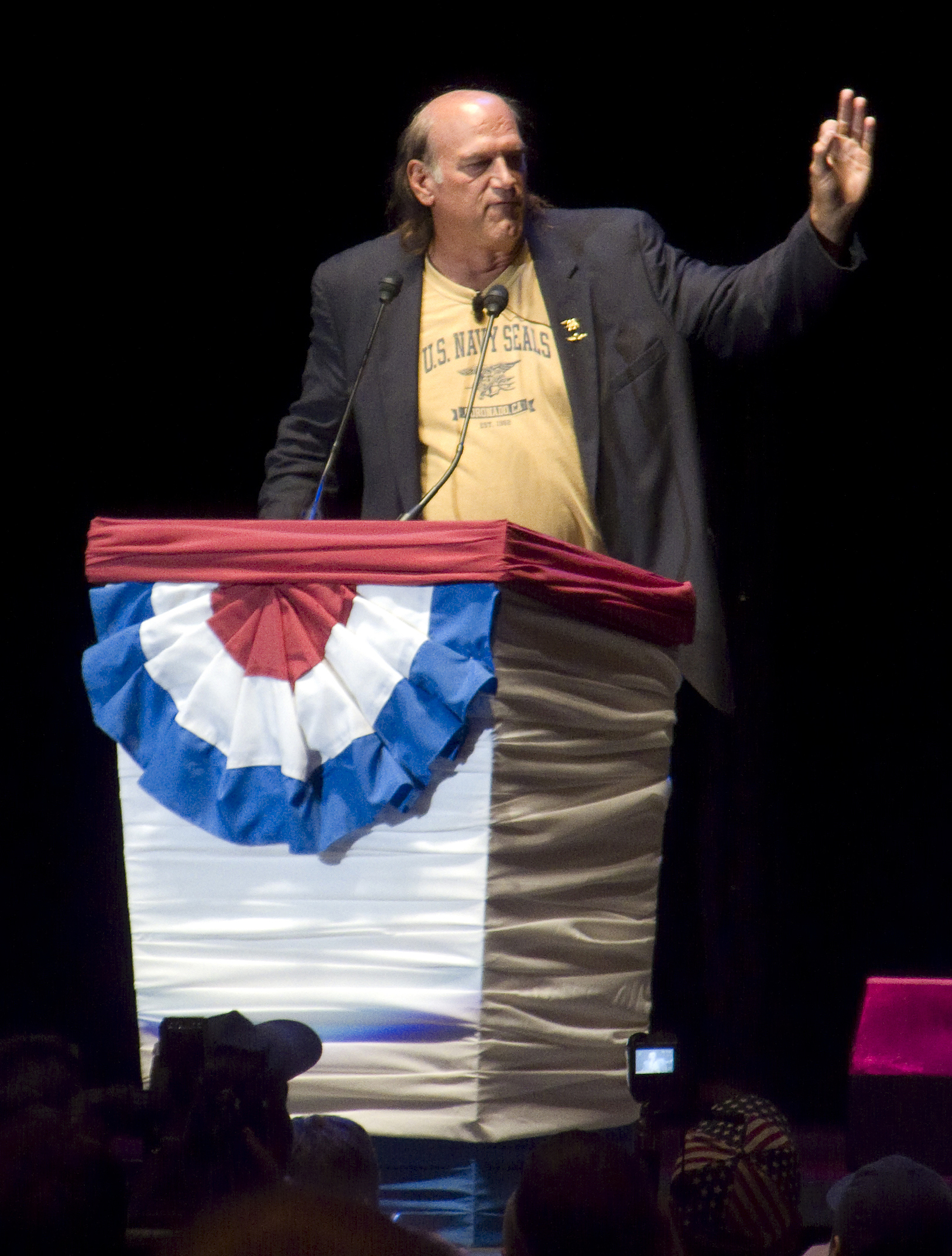
Jesse Ventura en 2008 lors d'une conférence.

À partir de 2008, il répand des théories du complot autour des attentats du 11 septembre 2001. Il pense que le Renseignement américain avait prévenu les autorités qu'Oussama ben Laden préparait un attentat de grande envergure, mais qu'ils ont laissé faire pour pouvoir ensuite justifier des interventions militaires au Moyen-Orient.

### Carrière post-politique

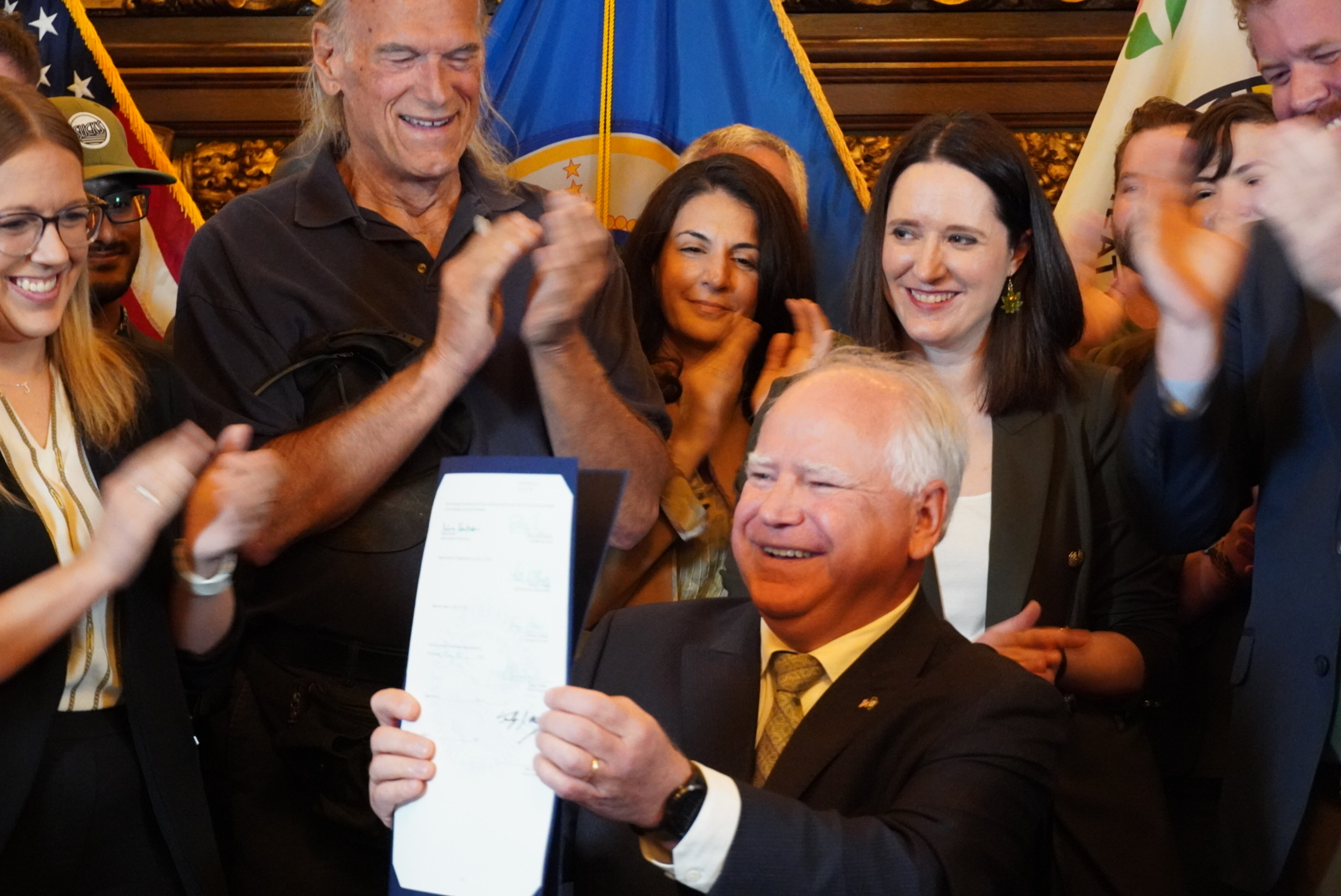
Le gouverneur du Minnesota Tim Walz et son prédécesseur Jesse Ventura, lors de la légalisation du cannabis à usage récréatif dans L'État.

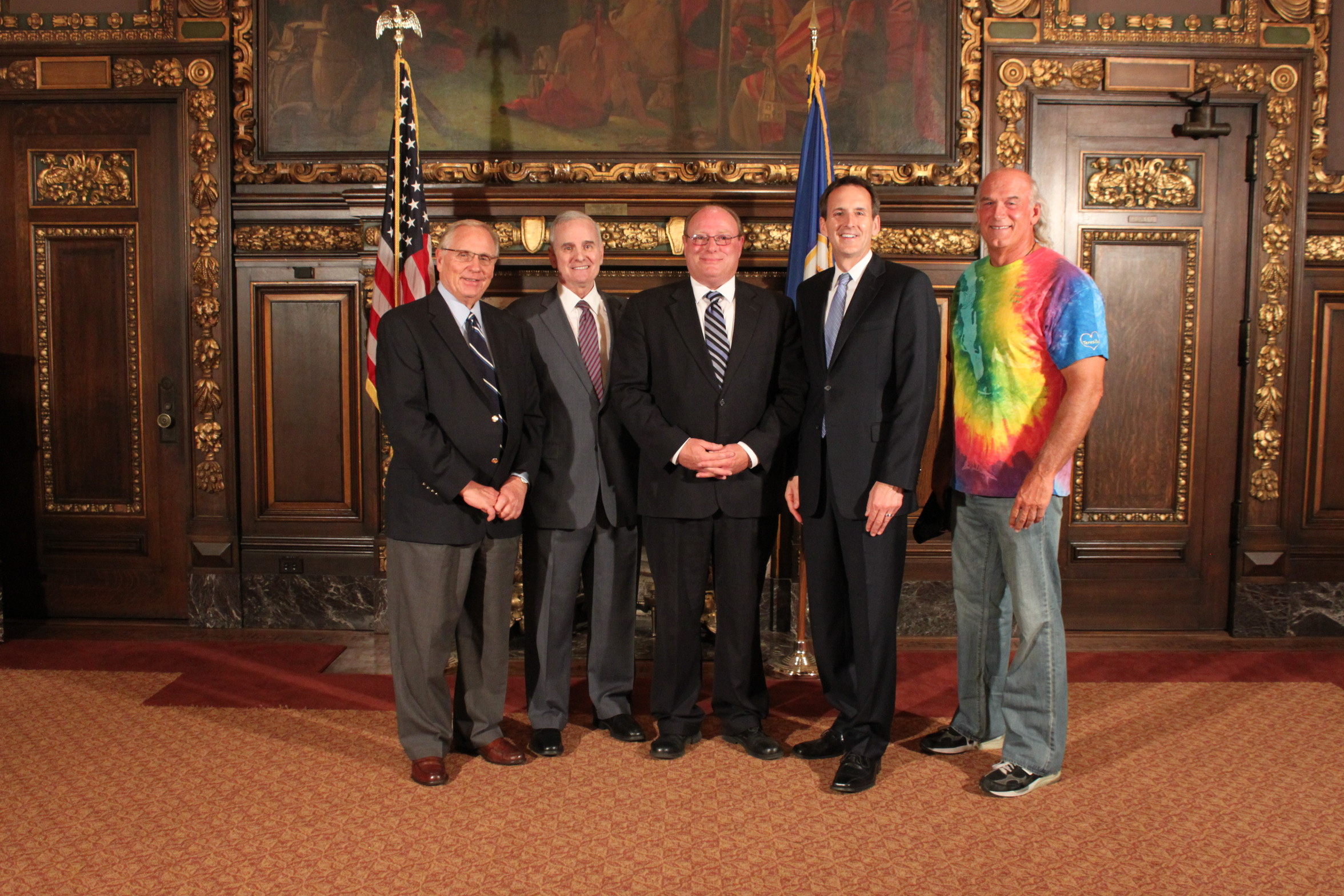
Les anciens gouverneurs du Minnesota de gauche à droite : Arne Carlson, Mark Dayton Tim Pawlenty et Jesse Ventura.

En 2003, il anime une émission politique sur MSNBC appelée Jesse Ventura's America. Elle est arrêtée au bout de quelques mois. Ventura pense qu'on lui a ainsi fait payer son opposition à la guerre en Irak.
Il devient membre de l'association Operation Truth, destinée à recueillir la parole des soldats en Irak.
Il écrit un certain nombre d'ouvrages politiques, dont Jesse Ventura Tells It Like It Is: America's Most Outspoken Governor Speaks Out About Government en 2002, Don't Start the Revolution Without Me en 2008 et DemoCRIPS and ReBLOODlicans: No More Gangs in Government en 2012, mais également un ouvrage en faveur de la légalisation du cannabis en 2016, Jesse Ventura's Marijuana Manifesto et des livres autour de théories du complot, 63 Documents the Government Doesn't Want You to Read en 2011 ou encore American Conspiracies: The Card Set en 2013 et They Killed Our President: 63 Reasons to Believe There Was a Conspiracy to Assassinate JFK en 2014.

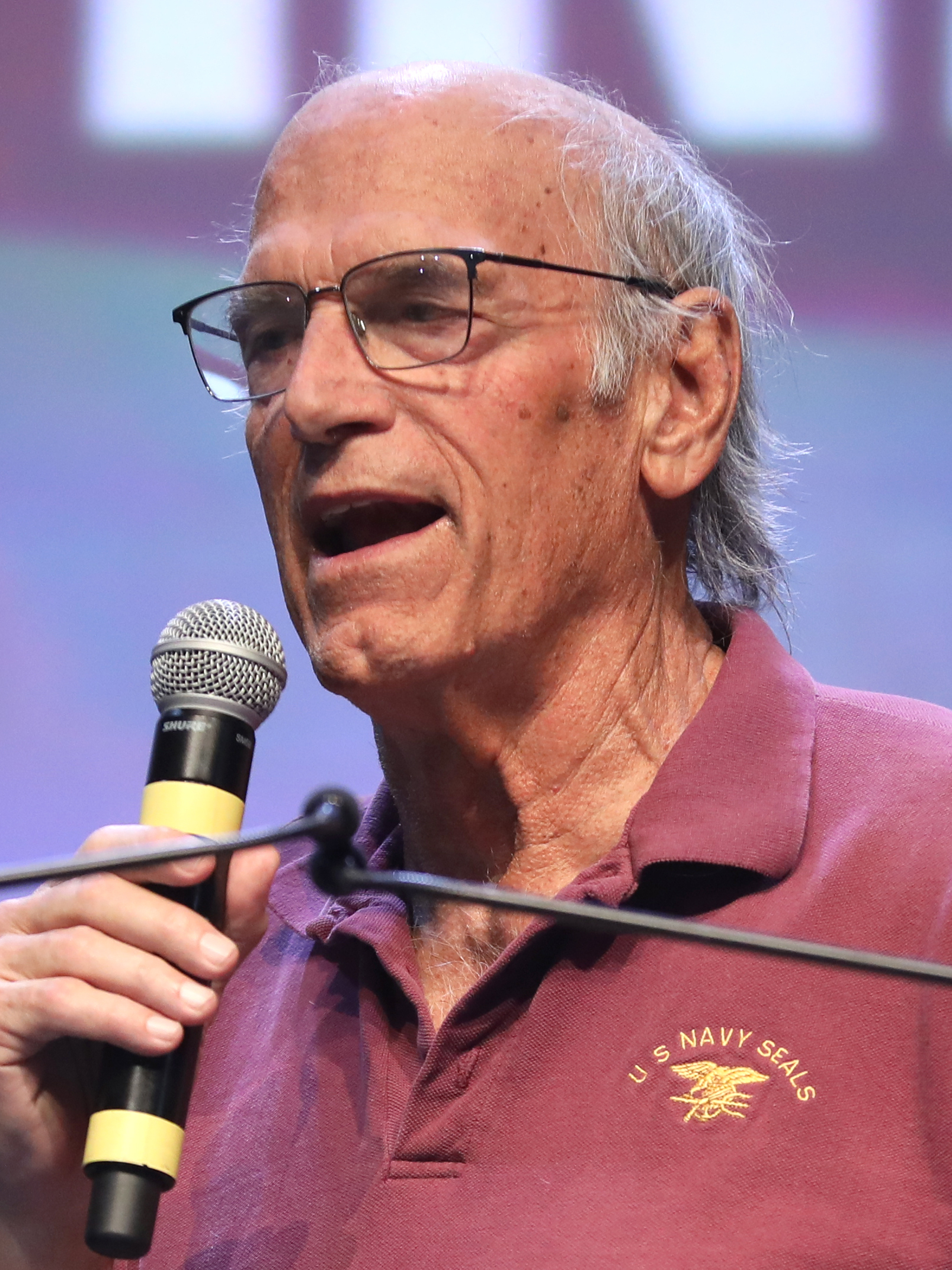
Jesse Ventura en 2024, lors d'un meeting du candidat indépendant Robert F. Kennedy Jr.

Entre 2009 et 2013, il anime l'émission Conspiracy Theory with Jesse Ventura sur TruTV il enquête sur différentes théories du complot pour savoir ce qui est vrai ou non. Entre 2014 et 2015, il anime son propre podcast, We The People. De 2014 à 2016, il anime Jesse Ventura: Uncensored qui sera renommé ensuite Off the Grid sur Ora TV. En 2017, il anime The World According to Jesse sur RT America. L'émission s'arrête en mars 2022 lorsque la diffusion de RT America est suspendue à la suite de la guerre russo-ukrainienne. Lors de la campagne présidentielle américaine de 2024, il soutient dans un premier temps le candidat indépendant Robert Francis Kennedy Jr., cependant à la suite du retrait de celui-ci  et de son alliance avec Donald Trump, Ventura décide d'encourager le ticket présidentiel démocrate représenté par Kamala Harris et le gouverneur du Minnesota, Tim Walz, qu'il défendra tout au long de la présidentielle.

## Controverses
En 2010, Bill Salisbury, avocat à San Diego et ancien membre des Navy SEAL accuse Ventura de s'inventer un passé de SEAL alors qu'il n'a été que plongeur et non soldat. Ventura confirme qu'il n'a pas combattu et dit n'avoir jamais prétendu le contraire. Il ajoute que parmi les membres de l'armée, les plongeurs étaient considérés comme des SEAL même s'ils ne l'étaient pas officiellement.
Chris Kyle, dans son livre American Sniper, raconte qu'en 2006, alors qu'il était dans un bar en Californie à l'occasion de l'enterrement d'un collègue SEAL, il a donné un coup de poing à une célébrité qui critiquait la guerre en Irak et déclarait que les SEAL méritaient de perdre quelques hommes pour leur complicité dans cette guerre. Le nom de cette personne n'est pas citée dans le livre mais dans une interview en 2012, Chris Kyle confirme qu'il s'agit de Ventura. Ventura porte plainte contre lui pour diffamation. En 2013, alors que la plainte suit son cours, Kyle est assassiné. Ventura décide de poursuivre son action en visant la veuve de Kyle en tant qu'exécutrice testamentaire, ce qui lui vaut de nombreuses critiques. Il remporte son procès en 2014, reçoit 3,69 millions de dollars de dommages et intérêts. HarperCollins, l'éditeur de American Sniper, annonce qu'il retirera le chapitre concerné dans toutes les ré-éditions du livre. La famille Kyle fait appel et le verdict d'enrichissement sans cause est renversé. Ventura fait appel à son tour mais la Cour suprême maintient la décision de la Cour d'appel. Ventura porte également plainte contre HaperCollins pour les mêmes raisons et la maison d'édition règle le litige à l'amiable en 2017.

## Vie privée
Il épouse Terry le 18 juillet 1975. Ils ont deux enfants : Tyrel, producteur et réalisateur, et Jade. Tyrel participe à l'émission Conspiracy Theory with Jesse Ventura avec son père. Ventura avait souvent l'habitude de leur faire une dédicace à l'antenne lorsqu'il était commentateur de catch, sans préciser qu'il s'agissait de sa famille.
Il partage sa vie entre White Bear Lake dans le Minnesota et Los Cabos au Mexique.

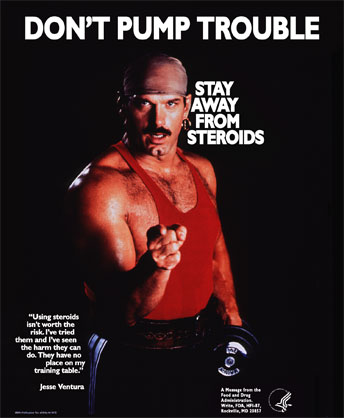
Ventura lors d'une campagne de prévention contre les stéroïdes, mettant en scène plusieurs catcheurs.

Pendant sa période en tant que catcheur, il a beaucoup utilisé de produits anabolisants. Il a ensuite participé à des campagnes d'information sur les dangers de ces produits et dit à quel point il regrettait d'avoir mis sa santé en danger.
Il se définit comme totalement athée, et même anti-religion dans une interview à Playboy en 1999 dans laquelle il reproche à la droite religieuse de vouloir dicter comment les autres doivent vivre. Quelques mois plus tard dans son autobiographie I Ain't Got Time to Bleed, il revient sur ces propos et se redéfinit plutôt comme agnostique et explique que personne ne peut se vanter de détenir la vérité absolue en ce qui concerne la religion. En 2010, dans une interview à CNN, il se pose à nouveau en athée convaincu et déclare que les religions sont à l'origine de la plupart des guerres. Il dit également qu'il est quasiment impossible de se faire élire aux États-Unis en se déclarant athée.

## Filmographie
- 1987 : Predator : Blain
- 1987 : Running Man (The Running Man) : Captain Freedom
- 1989 : Thunderground : The Man, Fighter
- 1989 : Cadence de combat (No Holds Barred) : Commentator #1
- 1990 : Y a-t-il un exorciste pour sauver le monde ? : Lui-même
- 1991 : Abraxas, Guardian of the Universe (en) de Damian Lee : Abraxas
- 1991 : Tag Team (TV) : Bobby Youngblood
- 1991 : Zorro (TV) : le pirate Big Jim Jarrett
- 1991 : Ricochet : Chewalski
- 1993 : Living and Working in Space: The Countdown Has Begun (vidéo) : DMV Testee
- 1993 : Demolition Man de Marco Brambilla : CryoCon
- 1994 : Major League II : l’Éclair blanc
- 1996 : X-Files : Aux frontières du réel, épisode Le Seigneur du magma : un Men in Black
- 1997 : Batman & Robin : Arkham Asylum Guard
- 1999 : 20/20 Vision : Buddy 'One-Arm' Sanchez
- 2005 : The Ringer : Motivational Speaker (voix)
- 2009-2012 : Conspiracy Theory with Jesse Ventura (en) (reportages, enquêteur).